# Acilisene
Acilisene (en algunes fonts apareix com Acisilene, en armeni Ekeleac), va ser una regió de l'antiga Armènia, al sud-oest del regne, en una zona situada a l'oest de Martiriòpolis.
Entre l'any 387 i el 390 Armènia es va repartir en un tractat entre perses i romans, conegut com el Tractat de pau d'Acilisena, signat potser el 387. La part occidental va quedar sota influència de l'Imperi Romà d'Orient i la resta sota influència de Pèrsia, una regió anomenada la Persarmènia. La frontera entre ambdues parts d'Armènia va restar estable durant uns dos-cents anys i passava per una línia irregular que anava de l'est de Karin (Erzurum) a l'est de Martiriòpolis (Mayyafariquin). Van quedar sota influència romana la Derzene, la Keltzene, l'Acilisene, la Khorzene, el Daranaliq, la Balabitene, l'Astianene, la Sofene o Sofanene i l'Anzitene; a la resta se la va conèixer com a Persarmènia.